# 서남 (기업)
서남(SuNam Co. Ltd.)은 대한민국의 기업이다. 본사는 경기도 안성시 원곡면 승량길 52에 위치해 있으며 대표이사는 문승현이다. 2004년 11월 17일에 설립되었으며  2020년 2월 20일에 상장되었다. 초전도체 주로 분류되어 급등한 적이 있다

## 같이 보기
- 초전도체

## 참고문헌
1. ↑  초전도체주 아니라 했던 서남... 18년 근무한 부사장도, 현대엘리베이터도 주식 매도, 조선비즈, 2023.08.11
2. ↑  다시 뜨는 초전도체주…서남, 11%대 상승세, 조선비즈, 2024.02.19